# 大熊座I矮星系
大熊座I矮星系（UMa I dSph）是銀河系的衛星星系，分類上屬於矮橢球星系，由貝絲等人在2005年宣布此一發現。 
這是一個小的矮星系，測量得到的直徑只有幾千光年。在2006年，它亮度的絕對星等只有-6.75等，只比牧夫座矮星系（絕對星等-5.7等）和大熊座II矮星系（絕對星等-3.8等）亮 ，是已知星系中倒數第三亮的（扣除室女座星系團的室女座HI21暗星系不計）。這意味著它比一些亮星，像是銀河中的天津四（天鵝座α）還要黯淡，大概與參宿七相當。它被描述是相似於六分儀座矮星系，這兩個星系都是古老且缺乏金屬。
它距離地球約330,000光年，大約是銀河系最大與最亮的衛星星系大麥哲倫雲距離的兩倍。
在1949年愛德溫·哈伯發現另一個也曾被稱為大熊座矮星系的天體，被標示為帕羅馬 4。由於它奇特的外觀，一度被懷疑是矮球狀星系或是橢圓星系。不過，最後確認是一個距離非常遙遠（大約360,000光年）的球狀星團，但仍屬於我們的銀河系。

## 資料來源
- Croswell, Ken. . Astronomy.com. 16 April 2005  [2008-02-04]. （原始内容存档于2005-04-04）.
- . Milky Way Globular Clusters.   [April 16, 2005]. （原始内容存档于2005年4月8日）.
- Willman, Dalcanton, Martinez-Delgado, et al. (2005) "A New Milky Way Dwarf Galaxy in Ursa Major", submitted to Astrophysical Journal Letters, on arXiv.org: astro-ph/0503552（页面存档备份，存于）

## 外部連結
- SIMBAD Ursa Major Dwarf